# Катастрофа «Конкорда»
Катастрофа «Конкорда» — крупная авиационная катастрофа, произошедшая во вторник 25 июля 2000 года. Сверхзвуковой авиалайнер Aérospatiale-BAC Concorde 101 авиакомпании Air France выполнял чартерный рейс AFR 4590 по маршруту Париж—Нью-Йорк, но во время разгона по ВПП кусками разорвавшейся шины у него был поврежден один из топливных баков, произошло короткое замыкание и воспламенение авиатоплива. Экипаж поднял горящий самолёт в воздух, чтобы потом совершить вынужденную посадку, но через 2 минуты после взлёта лайнер рухнул на здание гостиницы в муниципалитете Гонесс в 4 километрах юго-западнее аэропорта Парижа. В катастрофе погибли 113 человек — все находившиеся на борту самолёта 109 человек (100 пассажиров и 9 членов экипажа) и 4 человека на земле; ещё 1 человек на земле получил ранения.
Это единственная катастрофа «Конкорда» за 27 лет эксплуатации и вторая катастрофа сверхзвукового самолёта во Франции (после катастрофы Ту-144 под Парижем).

## Сведения о рейсе 4590

### Самолёт
Aérospatiale-BAC Concorde 101 (регистрационный номер F-BTSC, серийный 203) был выпущен в 1975 году (первый полёт совершил 31 января под тестовым б/н F-WTSC). 6 января 1976 года был куплен авиакомпанией Air France. Оснащён четырьмя газотурбинными двигателями с форсажной камерой Rolls-Royce Olympus 593/610. Последний плановый ремонт прошёл 21 июля 2000 года, никаких неполадок обнаружено не было. На день катастрофы 25-летний авиалайнер совершил 4873 цикла «взлёт-посадка» и налетал 11 989 часов.

### Экипаж и пассажиры
Самолётом управлял очень опытный экипаж, состав которого был таким:
- Командир воздушного судна (КВС) — 53-летний Кристиан Марти (фр. Christian Marty). Пилот-ветеран, проработал в авиакомпании Air France 33 года (с 12 июля 1967 года). Управлял самолётами Boeing 727, Boeing 737, Airbus A300, Airbus A320 и Airbus A340. В должности командира Aérospatiale-BAC Concorde — с 16 августа 1999 года (до этого управлял им в качестве второго пилота). Налетал 13 477 часов (5495 из них в качестве КВС), 317 из них на Aérospatiale-BAC Concorde (284 из них в качестве КВС).
- Второй пилот — 50-летний Жан Марко (фр. Jean Marcot). Очень опытный пилот, проработал в авиакомпании Air France 28 лет и 7 месяцев (с 16 декабря 1971 года). Управлял самолётами Nord 262, Morane-Saulnier MS.760[англ.], Caravelle и Airbus A300. В должности второго пилота Aérospatiale-BAC Concorde — с 10 января 1989 года. Налетал 10 035 часов, 2698 из них на Aérospatiale-BAC Concorde.
- Бортинженер — 58-летний Жиль Жардино (фр. Gilles Jardinaud). Проработал в авиакомпании Air France 32 года и 4 месяца (с 22 марта 1968 года). Управлял самолётами Caravelle, Falcon 20, Boeing 727, Boeing 737, Boeing 747 и Boeing 747-400. В должности бортинженера Aérospatiale-BAC Concorde — с 28 февраля 1997 года. Налетал 12 532 часа, 937 из них на Aérospatiale-BAC Concorde.

В салоне самолёта работали 6 бортпроводников:
- Югетт Ле Гуадек (фр. Huguette Le Gouadec), 36 лет — старший бортпроводник.
- Патрик Шевалье (фр. Patrick Chevalier), 38 лет.
- Эрве Гарсия (фр. Hervé Garcia), 32 года.
- Флоранс Фурнель (фр. Florence Fournel), 27 лет.
- Бригитте Крузе (нем. Brigitte Kruse), 49 лет.[5]
- Анн Поршерон (фр. Anne Porcheron), 36 лет.

| Гражданство | Пассажиры | Экипаж | Всего |
| ----------- | --------- | ------ | ----- |
| Германия    | 96        | 1      | 97    |
| Франция     | 0         | 8      | 8     |
| Дания       | 2         | 0      | 2     |
| Австрия     | 1         | 0      | 1     |
| США         | 1         | 0      | 1     |
| Всего       | 100       | 9      | 109   |

Всего на борту самолёта находились 109 человек — 9 членов экипажа и 100 пассажиров. Чартерный рейс был заказан немецкой компанией «Peter Deilmann Cruises». 96 из 100 пассажиров на борту были немцами, которые летели в Нью-Йорк, чтобы там сесть на круизный лайнер «Deutschland» для совершения 16-дневного круиза по Южной Америке.

## Хронология событий

### Предшествующие обстоятельства
За несколько минут до взлёта рейса AFR 4590 на взлётную полосу №26R Международного аэропорта имени Шарля-де-Голля совершил посадку самолёт президента Франции Жака Ширака, вернувшегося из Окинавы с саммита G8. В 16:38 президентский Airbus A340-200 заруливал на стоянку и в это же самое время с той же ВПП №26R совершал взлёт пассажирский авиалайнер McDonnell Douglas DC-10-30 американской авиакомпании Continental Airlines (борт N13067, рейс COA 055 Париж—Ньюарк). Во время разбега по ВПП от его двигателя №1 (левого) оторвалась титановая пластина — деталь, защищающая створки механизма реверса от износа. Такое повреждение не представляло опасности для DC-10.

### Катастрофа
Через 4 минуты (в 16:42 CEST (14:42 UTC)) на взлётную полосу №26R вырулил Aérospatiale-BAC Concorde 101 борт F-BTSC. Во время разбега по ВПП на скорости примерно 280 км/ч лайнер наехал на металлический обломок от DC-10, из-за чего покрышка правого первого колеса на левой стойке шасси лопнула. Большой фрагмент покрышки, ударивший в крыло самолёта, вызвал повреждение обшивки и утечку авиатоплива из бака №5. Ещё один фрагмент покрышки перебил электропровод и вызвал короткое замыкание. Вытекавший из бака керосин тут же воспламенился от искры. Загоревшийся керосин стал причиной срабатывания пожарной сигнализации двигателя №2 (на левом крыле ближе к фюзеляжу) и его отключения экипажем. Впоследствии двигатель №1 «задохнулся» от горячих газов, не смог дальше работать в нормальном режиме и отключился.
Находившийся на командно-диспетчерском пункте аэропорта имени Шарля-де-Голля авиадиспетчер Жиль Ложлен (фр. Gilles Logelin) обнаружил возгорание рейса 4590 и тут же сообщил об этом экипажу. Самолёт уже заканчивал разбег по ВПП, поэтому пилоты не имели возможности прекратить взлёт и в 16:43:15 подняли горящий авиалайнер в воздух. КВС принял решение разогнать самолёт на трёх двигателях и посадить его в аэропорту Ле-Бурже, однако через несколько секунд после отрыва от ВПП по причине продолжающегося пожара двигатель №1 (крайний на левом крыле) отказал и самолёт начал крениться влево. Затем нос самолёта резко задрался вверх, рейс AFR 4590 потерял управление и в 16:44 CEST пластом рухнул на небольшой отель «Hôtelissimo Les Relais Bleus» в муниципалитете Гонесс примерно в 3 километрах от аэропорта имени Шарля-де-Голля; от удара лайнер полностью разрушился, здание отеля охватил пожар. Через несколько часов пожар был потушен. В результате катастрофы погибли 113 человек — все 109 на борту «Конкорда» и 4 человека, находившихся в отеле (два постояльца-поляка и две сотрудницы (портье и горничная, гражданки Маврикия и Алжира). Ещё 1 человек на земле получил ранения.

### Расшифровка переговоров
Расшифровка двух последних минут записи речевого самописца рейса AFR 4590 (перевод на русский язык):
| 16:42:15   | «Конкорд» на ВПП готовится к взлёту.    | «Конкорд» на ВПП готовится к взлёту. |
| 16:42:17   | Диспетчер                               | Эйр Франс 4590, ВПП 26 правая, ветер ноль 90 узлов, взлёт разрешаю. |
| 16:42:21   | Второй пилот                            | 4590, взлетаем 26 правая (звук переключателя). |
| 16:43:00   | «Конкорд» разбегается по ВПП.           | «Конкорд» разбегается по ВПП. |
| 16:43:13   | Диспетчер                               | Конкорд ноль… 4590, у вас пламя (нрзб), шлейф пламени позади вас. |
| 16:43:20   | Бортинженер                             | Отказ двиг…, отказ двигателя второго (два звука переключателя, срабатывает пожарная сигнализация). |
| 16:43:22   | ?                                       | Сильно горит, а… (звучит сигнал-гонг). |
| 16:43:23   | (звук переключателя).                   | (звук переключателя). |
| 16:43:24   | Бортинженер                             | Остановлен второй двигатель. |
| 16:43:25   | КВС                                     | Процедура пожаротушения двигателя (звук переключателя, пожарная сигнализация отключается). |
| 16:43:27   | Второй пилот                            | Внимание, индикатор скорости, индикатор скорости, индикатор скорости (звук переключателя, звучит сигнал-гонг).                                                                                               |
| 16:43:28   | ?                                       | Возгорание сильное, я не уверен, что это из двигателя (звук переключателя, похожий на включение рукояти системы пожаротушения).                                                                              |
| 16:43:30   | КВС                                     | Шасси убираются. |
| 16:43:31   | Горящий «Конкорд» поднимается в воздух. | Горящий «Конкорд» поднимается в воздух. |
| 16:43:31   | Диспетчер                               | 4590, за вами сильный шлейф пламени. |
| 16:43:37   | Диспетчер                               | Итак, для вас, для вас приоритет на посадку. |
| 16:43:37   | Бортинженер                             | Шасси. |
| 16:43:38   | Второй пилот                            | Нет… (звук двух переключателей). |
| 16:43:39   | КВС                                     | Шасси (нрзб) убираются. |
| 16:43:41   | Второй пилот                            | Понял… (пожарная сигнализация, сигнал-гонг, три звука переключателей). |
| 16:43:45   | Второй пилот                            | Я пытаюсь (нрзб) |
|            | Бортинженер                             | Я делаю. |
| 16:43:46   | КВС                                     | (нрзб) …вы выключили второй двигатель (сигнализация задымления отключается). |
| 16:43:48   | Бортинженер                             | Я выключил его. |
| 16:43:56   | Второй пилот                            | Шасси не убираются (звук пожарной сигнализации). |
| 16:43:59   | GPWS                                    | WHOOP! WHOOP! PULL UP! |
| 16:44:00   | GPWS                                    | WHOOP! WHOOP! PULL UP! |
| 16:44:00,7 | Второй пилот                            | Индикатор воздушной скорости. |
| 16:44:02   | GPWS                                    | WHOOP! WHOOP! PULL UP! |
| 16:44:03   | КПО                                     | Де Голль-Вышка, командир пожарного отряда. |
| 16:44:05   | Диспетчер                               | Командир пожарного отряда, э-э… тут «Конкорд», я не знаю их намерений, поэтому займите позицию у южных ВПП (звук переключателя).                                                                             |
| 16:44:12   | КВС                                     | (нрзб). |
| 16:44:13   | КПО                                     | Де Голль-Вышка, командир пожарного отряда, разрешите занять ВПП 26 правая. |
| 16:44:15   | Второй пилот                            | Ле-Бурже, Ле-Бурже, Ле-Бурже. |
| 16:44:16   | КВС                                     | Слишком поздно (нрзб). |
| 16:44:18   | Диспетчер                               | Командир пожарного отряда, поправка, «Конкорд» возвращается на ВПП ноль-девять с противоположного направления.                                                                                               |
| 16:44:19   | КВС                                     | Нет времени, нет (нрзб). |
| 16:44:22   | Второй пилот                            | Неверно, следуем в Ле-Бурже (звук четырёх переключателей). |
| 16:44:26   | Второй пилот                            | Нет (нрзб). |
| 16:44:26   | КПО                                     | Де Голль-Вышка, командир пожарного отряда. Вы можете объяснить ситуацию с Конкордом? (двойной сигнал-гонг и звук переключателя, далее снова звук переключателя и звуки, напоминающие перемещение предметов). |
| 16:44:27   | КВС                                     | (нрзб, звук физических усилий). |
| 16:44:31   | Звук удара, конец записи.               | Звук удара, конец записи. |

## Реакция
- Сообщения о катастрофе «Конкорда» моментально появились в эфире и привели в состояние шока не только Францию, но и всю Европу. Курс акций авиакомпаний Air France и British Airways на Парижской, Нью-Йоркской и Токийской фондовых биржах резко упал.
- Первая реакция в Англии на катастрофу «Конкорда» — потрясение, неверие в случившееся и даже некое уязвлённое чувство национального достоинства. «Самый надёжный в мире», «идеал технического совершенства», «символ победы европейской конструкторской мысли над гегемонией американских „Боингов“», — такими в своё время были комментарии о «Конкорде».
- В день катастрофы рейса 4590 из-за технических неполадок был отменён ещё один полёт «Конкорда» из Лондона в Нью-Йорк. Всех пассажиров пересадили на другой самолёт.

## Расследование
Расследование причин катастрофы рейса AFR 4590 проводило французское Бюро по расследованию и анализу безопасности гражданской авиации (BEA) при участии Отдела по расследованию авиационных происшествий Великобритании (AAIB).
Сразу после катастрофы обломки авиалайнера доставили на военно-воздушную базу Дюни. Через некоторое время удалось получить данные из бортовых самописцев. Рассматривая возможные причины крушения «Конкорда», специалисты сразу опровергли версию о теракте, выдвинув на первый план техническую неисправность одного из двигателей. Раньше в прессе сообщалось, что причиной катастрофы могла стать небрежность техников, однако версия журналистов не нашла подтверждений. Кроме того, подобные публикации вызвали возмущение Национального профсоюза техников гражданской авиации, осудившего «кампанию, направленную на то, чтобы поставить под сомнение работу механиков, осуществлявших ремонт авиалайнера».
Французская и английская правительственные комиссии по расследованию причин катастрофы установили:
- При разбеге авиалайнера по ВПП произошло повреждение шины основного шасси титановой пластиной, которая отделилась от двигателя американского самолёта McDonnell Douglas DC-10, совершавшего взлёт по той же полосе. Обломки покрышки пробили балансировочный топливный бак, вследствие чего произошло короткое замыкание и воспламенение авиатоплива, а затем пожар двигателя. Звук взрыва шины зафиксировал бортовой самописец. Автоматической противопожарной системе не удалось ликвидировать пожар, и через несколько секунд пламя распространилось на второй двигатель. Под воздействием интенсивного пламени и вследствие выделения горючих газов произошёл отказ техники, повлёкший за собой потерю управления и падение авиалайнера.
- Американская сторона подтвердила, что на самолёте DC-10 действительно отсутствует одна из деталей защитного механизма реверса.
- На момент катастрофы все 4 газотурбинных двигателя «Конкорда» работали исправно.
- Представители авиакомпании British Airways установили, что резина на шасси «Конкорда» борт F-BTSC не менялась на протяжении 300 циклов «взлёт-посадка», что могло привести к техническому износу материала.

Окончательный отчёт расследования BEA был опубликован 16 января 2002 года.

## Судебные иски
Air France подала в суд на авиакомпанию Continental Airlines. Согласно международному своду законов, авиаперевозчик несёт ответственность за ущерб, причинённый предметами, упавшими с его самолёта. Этот закон позволил Air France предъявить Continental Airlines иск на возмещение ущерба от катастрофы «Конкорда». С аналогичными исками в суд обратились адвокаты, представлявшие интересы родственников погибших в катастрофе. В итоге авиакомпания Air France выплатила 100 000 000 € компенсации пострадавшим и семьям погибших в катастрофе.
В 2010 году состоялся суд над 42-летним механиком авиакомпании Continental Airlines в Хьюстоне Джоном Тейлором (англ. John Taylor), который плохо закрепил отвалившуюся деталь (пластина была прикреплена к двигателю на один болт). Он был приговорён к 15 месяцам лишения свободы условно и выплатил штраф 1700 €. Continental Airlines, в свою очередь, выплатила авиакомпании Air France штраф 170 000 € и компенсацию 850 000 €.

## Последствия катастрофы
После катастрофы «Конкорда» все полёты сверхзвуковых авиалайнеров были запрещены. 12 самолётов стояли в Париже и Лондоне, ещё 1 оказался в Нью-Йорке. Специалисты Международной организации воздушных перевозчиков и американская Федеральная авиационная администрация (FAA) провели тщательное обследование технического состояния всех самолётов, которое продолжалось почти 2 месяца. Однако неисправностей и дефектов обнаружить не удалось, и запрет на полёты сверхзвуковых «Конкордов» сняли.
Эта катастрофа наряду с событиями 11 сентября 2001 года стала одной из причин резкого снижения популярности сверхзвуковых пассажирских авиаперевозок, эксплуатация самолётов начала приносить убытки, поэтому в конце октября 2003 года все «Конкорды» были выведены из эксплуатации и стали экспонатами авиамузеев.

## Культурные аспекты
- Катастрофа рейса 4590 Air France показана в двух документальных сериалах телеканала National Geographic Channel — «Секунды до катастрофы» (серия «Крушение „Конкорда“») и «Расследования авиакатастроф» (серия «Конкорд: Огненный взлёт»).
- Также она показана в американском документальном сериале телеканала MSNBC «Почему разбиваются самолёты[англ.]» (англ. Why Planes Crash) в серии «Пожар в небе» (англ. Fire In The Sky).
- Катастрофа упоминается в книге И. А. Муромова «100 великих авиакатастроф» в главе «Катастрофа „Конкорда“ под Парижем».
- В фильме-катастрофе «Аэропорт-79: „Конкорд“» 1979 года бортовой номер самолёта «BTSC» совпадает с бортовым номером разбившегося «Конкорда».

### Комментарии
1. ↑  Командир пожарного отряда